# باب عالی

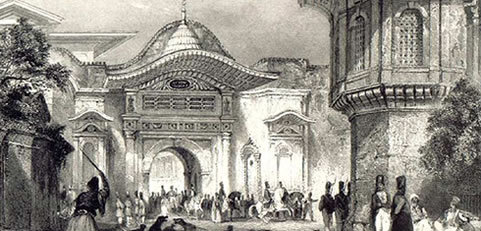
باب عالی در زمان عثمانی..

بابِ عالی یا باب همایون یا دیوان همایون عنوان رایج دیوان وزیر اعظم عثمانی در سده‌های هجدهم و نوزدهم است. از دیرباز به کاخ سلاطین عثمانی و بعدها به کاخ وزیر اعظم که محل اداره امور دولت و مرکز حل و فصل امور مردم بود درگاه (قاپی) می‌گفتند.

## نامگذاری
باب عالی معادل قاپی و به معنای «درگاه عالی» است.
در زبانهای مختلف، اشاره واژگانی که به معنای «بابِ» عربی یا «درِ» فارسی است به قصر و کاخ و دربار یا دارالحکومه فرمانروایان از دیرباز، حتی از دوره مصرِ فراعنه و ایرانِ ساسانی، رسمی بسیار شایع بوده‌است.
کلماتی چون آستان، در، دربار، درخانه، درگاه در زبان فارسی، باب، عتبه در عربی و «میکادو» (درگاه والا) در ژاپنی، Court در انگلیسی، Cour در فرانسوی، Hof در آلمانی (هر سه به همان معانی) از آن جمله است.
واژه ترکی «قاپی» پیش از آن‌که جای خود را به «باب» و «باب عالی» بدهد، ابتدا به معنای کاخ سلطان بود. بعدها به کاخ وزیر اعظم «پاشا قاپی سی» گفته شد و تا همین اواخر «قاپی» به تنهایی به این معنی بکار می‌رفته‌است.
دامنه معنایی «قاپی» کم‌کم گسترش یافت و «دفتردار قاپی سی» (کاخ دفتردار)، «آغاقاپی سی» (کاخ آغای ینی چریها) نیز به کار رفت و سرانجام بر اثر گسترش بیش‌تر به کلیّه اداره‌های دولتی کشور عثمانی عمومیت یافت.
در زبان رسمی رایج در عثمانی مترادفات واژه «قاپی» مانند «در» و «باب» نیز به کار می‌رفت: درِ دولت، درِ علیّه، درِ سعادت، بابِ همایون، باب سعادت، باب آصفی، باب فتوی '، باب ضبطیّه و ترکیبات بسیار دیگر.

## پیشینه

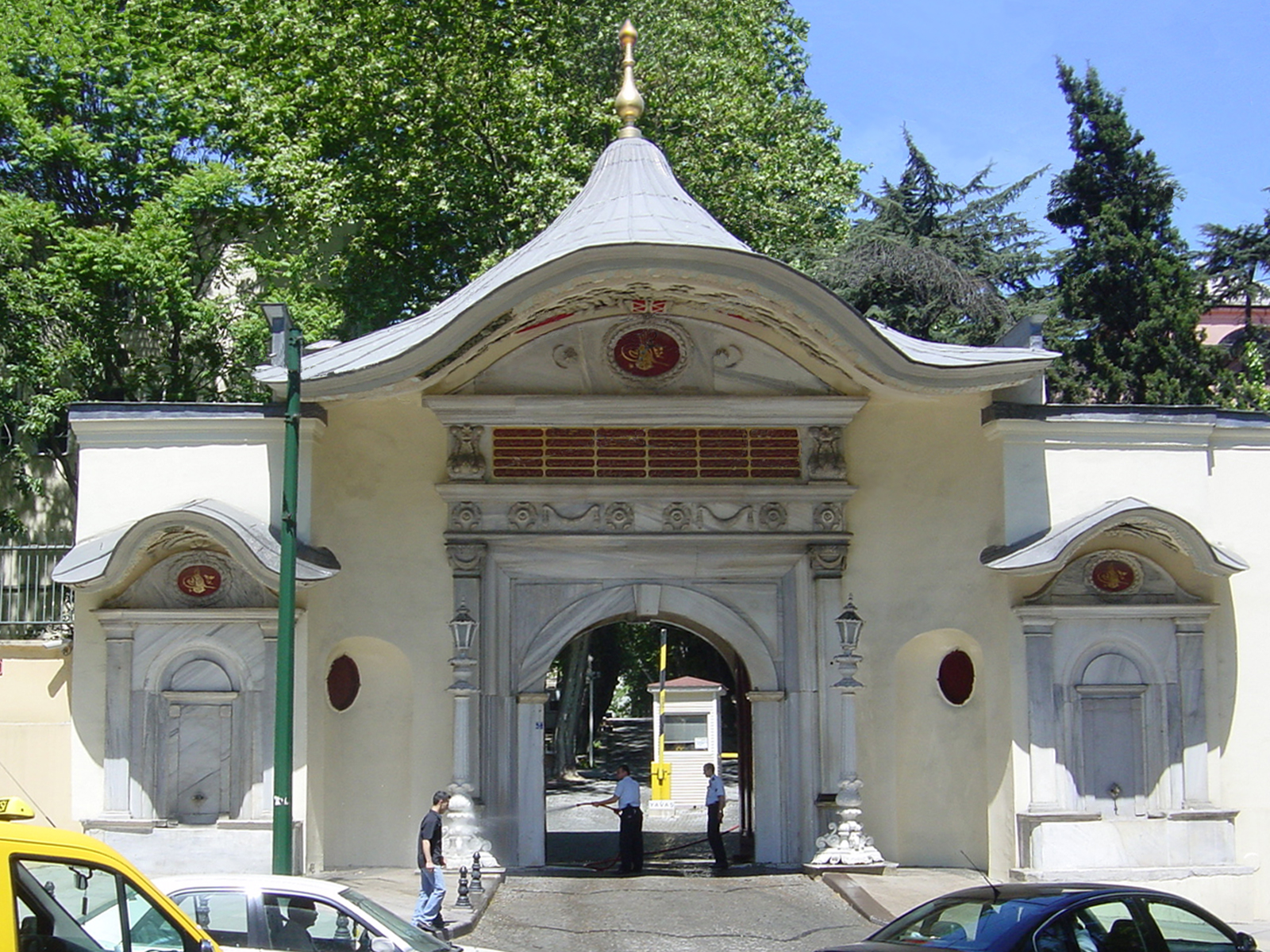
باب عالی در روزگار کنونی

درگاه پاشا، قصر وزیر اعظم، نخست چندان اهمیتی نداشت، تا این‌که دیوانی که زیر نظر وزیر اعظم بود اهمیت خود را از دست داد و در سده هجدهم اداره امور آن‌جا به درگاه پاشا واگذار و این محل رفته‌رفته کانون انجام امور دولت شد.
عنوان «پاشاقاپی سی» که تا میانه سده هجدهم متداول بود بتدریج جای خود را به «سرای صدر عالی»، «دیوانخانه باب عالی» و اختصاراً به «باب عالی» داد و از سال ۱۷۱۸ که وزیر اعظم داماد ابراهیم پاشای نوشهری پس از امضای قرارداد صلح پاساروویتس (عهدنامه پاساروفچه) به همراه پدرزنش سلطان احمد سوم (۱۶۷۳–۱۷۳۶) از ادرنه به استانبول بازگشت اصطلاح «باب عالی» رسماً پذیرفته شد. بعدها، به ویژه در اروپا، باب عالی نه تنها به دیوان وزیر اعظم بلکه به حکومت عثمانی نیز گفته شد.
در ۱۷۴۶ که پاشاقاپی سی در آتش سوخت، «سرای عتیق» بازسازی و با فرش پوشانده شد و به محل باب عالی اختصاص یافت و بزرگان حکومت بدان جا نقل مکان کردند.
باب عالی در آغاز دربردارنده حرمسرا و اندرونی و آشپزخانه‌ها و تالارهای پذیرایی و اصطبل و بخش‌های دیگر بود و کسانی که در مذاکرات رسمی صدراعظم دستیاران اصلی او به‌شمار می‌رفتند در آن‌جا اتاق داشتند.
در سال ۱۷۶۱ بار دیگر باب عالی دچار آتش‌سوزی شد و کاملاً از میان رفت و ساکنان آن به کاخ اسما سلطان در قادرغه انتقال داده شدند.
در واقعه علمدار پاشا در سال ۱۸۱۶ این قصر هم آتش گرفت و باب عالی به منزل یوسف آغا، کدخدای والده سلطانِ سابق، روبروی دروازه مرکب‌سازان انتقال داده شد، اما دو سال بعد در صحن باب عالی پی بنای جدید آن گذاشته شد.
در آتش‌سوزی خواجه پاشا، باب عالی یک بار دیگر آتش گرفت و ساختمان درگاه آغا موقتاً به محل باب عالی اختصاص داده شد. سلطان محمود دوم (۱۷۸۹–۱۸۳۹) فرمانی خطاب به سلیم محمد پاشا وزیر اعظم صادر کرد و تهیه مقدمات احداث باب عالی را در فصل بهار دستور داد و برادر او خلیل بیگ را به نظارت بر بنای آن گماشت.
پس از واقعه علمدار مخصوصاً انحلال قشون ینی چری، بنای باب عالی بتدریج از صورت اقامتگاه وزیر اعظم بیرون آمد و حالت ستاد اصلی دولت به خود گرفت و حرمسرای آن نیز پس از دوره تنظیمات (۱۸۳۹–۱۸۷۶ میلادی) فروپاشید.
چون در زمان سلطان عبدالحمید دوم (۱۸۷۶–۱۹۰۹)، تمام امور در کاخ ییلدیز اداره می‌شد، باب عالی اهمیت چندانی نداشت و در دوران مشروطیت، قدرت باب عالی و ادارات تابعه آن محدود شد.
سرانجام باب عالی همراه با حکومت عثمانی از میان رفت. پس از الغای سلطنت، بنای آن به مقر نمایندگان حکومت جدید ترکیه و سپس به مرکز اداری «ولایت» استانبول اختصاص یافت.

## دوره قدرت باب عالی
پس از اعلان تنظیمات و تجدید تشکیلات مهمترین ادارات دولتی و تأسیس ادارات جدید و تجمّع همه آن‌ها در باب عالی، دوران سلطنت عبدالمجید اول (۱۸۲۳–۱۸۶۱) تا مرگ عالی پاشا (۱۸۵۲) و همچنین بخشی از دوران سلطنت عبدالعزیز یکم (۱۸۳۰–۱۸۷۶) دوره‌ای است که در اثنای آن باب عالی در نهایت قدرت و مظهر کامل حکومت عثمانی بوده‌است. در آن مدت، تمامی اختیارات از دربار به باب عالی انتقال یافته و قدرت سیاسی و اداری در آن‌جا جمع شده بود. پس از مرگ عالی پاشا، که استقلال باب عالی را با دقت تمام تأمین کرده بود، تا مشروطیت دوم، اختیار کشور به‌طور کلی به دست دربار افتاد و باب عالی تحت‌الشعاع آن قرار گرفت.

## استادی باب عالی
از دیرباز، سمتی با عنوان استادی باب عالی وجود داشت که برای آموزش زبان‌های عربی و فارسی و دیگر تعلیمات لازم به مأموران دولتی که تا سال ۱۲۵۱ هجری ناگزیر از تحصیل آن‌ها بودند، ایجاد شده بود و منشیان باب عالی هر روز قبل از وقت اداری به این تعلیمات که هیچ مؤسسه ای برای آموزش آن‌ها وجود نداشت می‌پرداختند. در پرتو چنین تعلیماتی، اشخاصی چون رشید پاشا و مدحت پاشا پرورش یافتند.

## نگارخانه

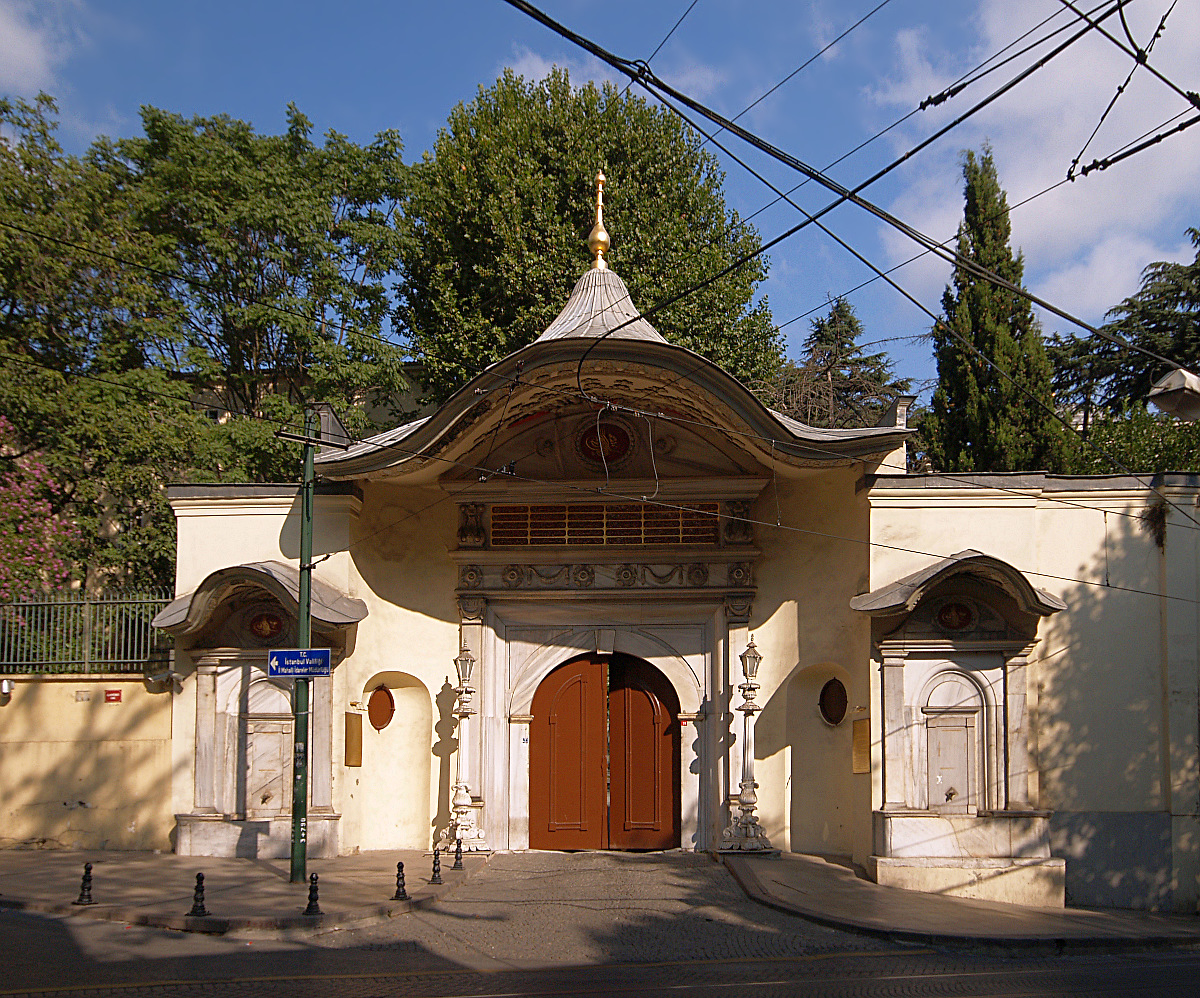
باب عالی
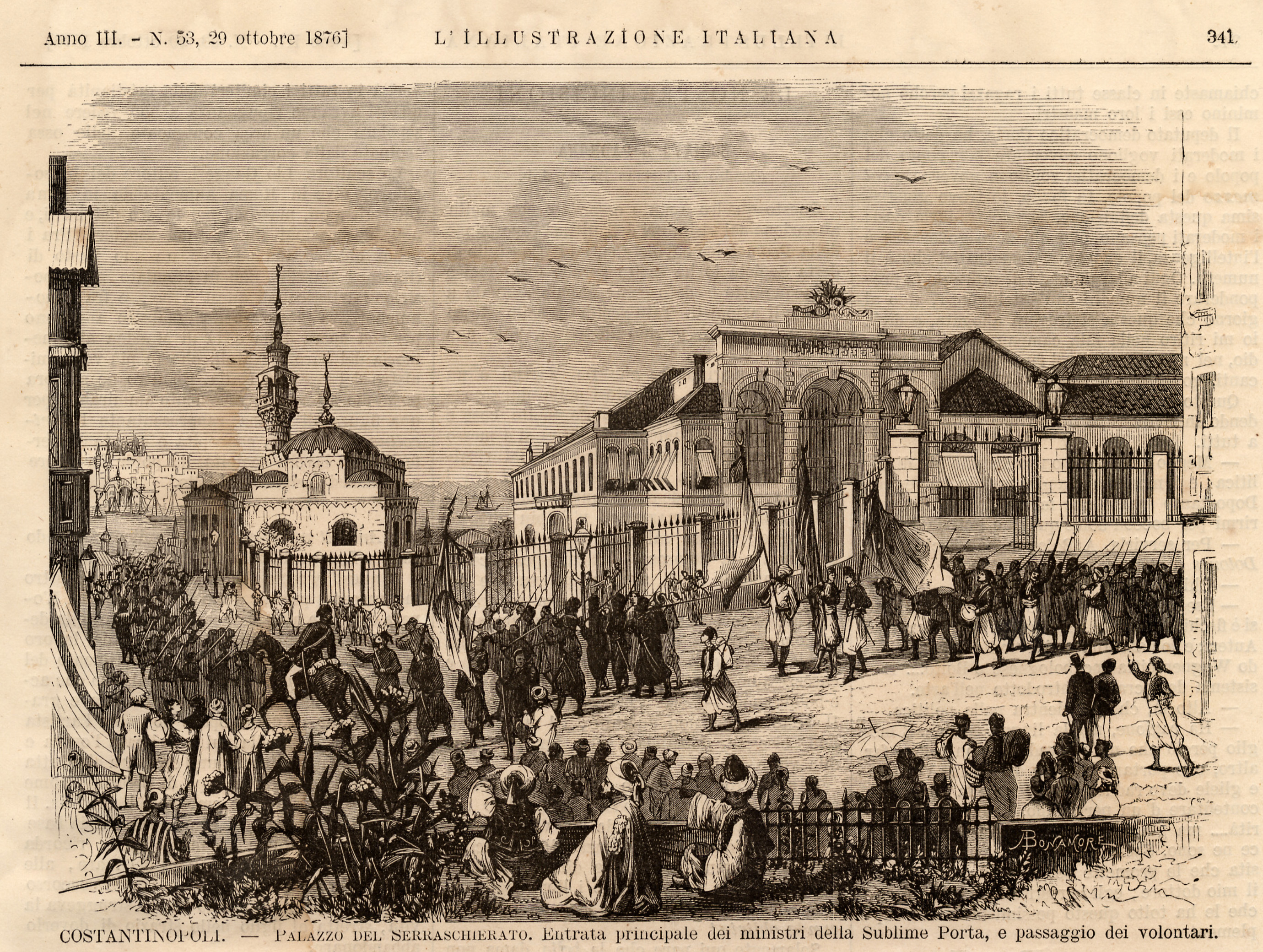
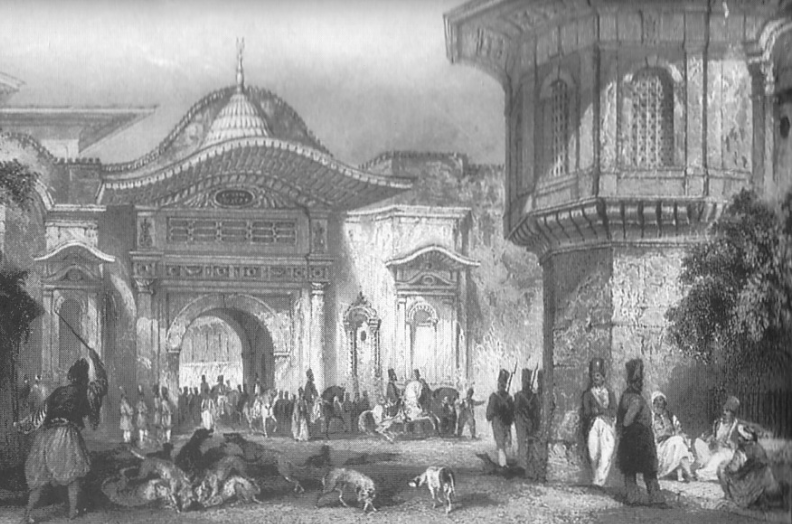
درگاه ورودی دیوان Thomas Allom, c1840